# Classe Guardiano
Le cannoniere della Classe Sentinella sono una classe di 2 unità  realizzate in Italia per la Regia Marina negli anni settanta del XIX secolo, e rimaste in servizio fino al 1925.

## Storia
Su progetto dell'ingegnere navale Benedetto Brin tra il 1871 e il 1875 furono realizzate presso l'arsenale di La Spezia due cannoniere derivate dal Tipo Rendel, di cui riprendevano prestazioni e gli allestimenti generali.
La prima unità ad essere realizzata fu la Guardiano, impostata nel 1871, varata il 1 maggio 1874, ed entrata in servizio il 27 ottobre dello stesso anno.
L'unità, costruita interamente in ferro, dislocava 259 t, era propulsa da una motrice alternativa a triplice espansione, alimentata a carbone, erogante la potenza di 231 hp, che azionava due eliche e spingeva l'unità ad una velocità massima di 8,7 nodi. L'armamento si basava su un cannone Armstrong MLR da 229/14 mm, non brandeggiabile, che pesava 12,6 tonnellate. La seconda nave della classe, la Sentinella, fu impostata nel 1872, varata 31 dicembre 1874, ed entrata in servizio nel dicembre dello stesso anno. L'unità aveva dislocamento di 261 t, disponeva di una potenza motrice di 260 hp, e arrivava ad una velocità massima di 9,1 nodi.
Le due unità furono impiegate prevalentemente in missioni nelle acque metropolitane, per prove di artiglieria navale ed altre armi,  e per la difesa dei porti. Nel 1900 furono sottoposte a lavori di modernizzazione che comportarono l'imbarco di un obice da 149/27 B. La Sentinella fu radiata il 22 maggio 1904.
La Guardiano nel 1895 fu già trasformata in nave guardiaporto, e nel 1906 ricevette un armamento modificato basato su un cannone da 120/40 mm, 2 cannoni da 37/25 mm, e una mitragliatrice Colt da 6,5 mm. Venne definitivamente radiata nel 1925.

## Unità
| Numero di costruzione | Nome       | Stato              | Cantiere navale       | Impostazione | Varo             | Ingresso in servizio | Radiazione     |
| --------------------- | ---------- | ------------------ | --------------------- | ------------ | ---------------- | -------------------- | -------------- |
| 512                   | Guardiano  | radiata e demolita | Arsenale di La Spezia | 1871         | 1 maggio 1874    | ottobre 1874         | marzo 1923     |
| 513                   | Sentinella | radiata e demolita | Arsenale di La Spezia | 1871         | 31 dicembre 1874 | dicembre 1874        | 22 maggio 1904 |

### Fonti
1. 1 2 3 4 5 6  Brescia, Rizza 2015, p. 11.
2. 1 2 3 4 5  Navypedia.